# Управление цепями поставок
Управление цепочками поставок (англ. Supply Chain Management (SCM)) — управленческая концепция и организационная стратегия, заключающаяся в интегрированном подходе к планированию и управлению всем потоком информации о сырье, материалах, продуктах, услугах, возникающих и преобразующихся в логистических и производственных процессах предприятия, нацеленном на измеримый совокупный экономический эффект (снижение издержек, удовлетворение спроса на конечную продукцию).
Концепция предложена в 1982 году Кейтом Оливером (англ. Keith Oliver), впоследствии развита и получила практическую реализацию с использованием прикладного программного обеспечения — систем управления цепями поставок. Цепочка ценности — обобщение концепции управления цепями поставок на все виды деятельности организации, фокусирующееся на понятии о добавленной стоимости на каждом этапе создания продуктов и услуг.

## Цепочка поставок
Цепочка поставок как процесс — это совокупность потоков и соответствующих им кооперационных и координационных процессов между различными участниками цепи создания стоимости для удовлетворения требований потребителей в товарах и услугах. В объектном смысле, цепь поставок — совокупность организаций (предприятий-изготовителей, складов, дистрибьюторов, 3PL- и 4PL-провайдеров, экспедиторов, оптовой и розничной торговли), взаимодействующих в материальных, финансовых и информационных потоках, а также потоках услуг от источников исходного сырья до конечного потребителя. Управление цепями поставок — систематическая деятельность по оптимизации цепей поставок.

## Дисциплина
Управление цепочками поставок как научно-практическая дисциплина изучает процессы создания и преобразования ресурсов в промышленных, логистических и торговых предприятиях с точки зрения цепочки создания стоимости, а также процессы межорганизационного взаимодействия в вопросах перемещения этих ресурсов. Выпускаются рецензируемые журналы Supply Chain Management и Journal of Supply Chain Management, проводятся тематические научные и научно-практические конференции, существует несколько профессиональных сообществ, объединяющих специалистов по управлению цепями поставок, среди них — Совет SCM-профессионалов (Council of SCM Professionals, CSCMP), Ассоциация управления цепями поставок (Supply Chain Management Association, SCMA), Ассоциация содействия развитию логистики и цепей поставок компаний — производителей и ретейлеров «Совет профессионалов по цепям поставок» (СПЦП).

## Система управления цепями поставок
Система управления цепями поставок (SCM-система) — прикладное программное обеспечение, предназначенное для автоматизации и управления всеми этапами снабжения предприятия и для контроля всего товародвижения: закупку сырья и материалов, производство, распространение продукции. Существуют самостоятельные тиражируемые SCM-системы, решения, реализуемые как составная часть ERP-систем, а также уникальные системы, создаваемые для конкретного предприятия.
В составе SCM-систем обычно выделяется два крупных блока:
- планирование цепей поставок (англ. supply chain planning, SCP) — планирование и формирование календарных графиков, решения для совместной разработки прогнозов, проектирование сетей поставок, моделирование различных ситуаций, анализ уровня выполнения операций;
- исполнение цепей поставок (англ. supply chain execution, SCE) — отслеживание и контроль выполнения логистических операций.

Типичные компоненты SCM-систем:
- прогноз продаж (demand forecasting & sales planning) — прогнозирование недельных и дневных продаж товара;
- управление запасами (inventory management) — оптимизационное планирование гарантийного запаса, текущего запаса, резервов с учётом выбранной модели управления запасами для каждой товарной категории;
- управление пополнениями — оптимизационное планирование поставок внутри логистической сети компании с учётом планируемых продаж, поставок от производителя, наличия остатков, транспортных мощностей, различных ограничений и бизнес-правил;
- построение краткосрочного (до 4-х недель) и долгосрочного (до 6-и месяцев) прогноза;
- построение отчета о необходимых закупках в ручном и автоматическом режимах с учётом внешних ограничений (кратность поставки, минимальный остаток) и расписания поставок;
- проведение ABC-XYZ-анализа по произвольным критериям (количество, прибыль, стоимость закупки);
- проведение кросс-ABC анализа по произвольным критериям;
- визуализация данных продаж, остатков, цен, прибыли и прогнозов спроса по товарам и товарным группам;
- учёт произвольных факторов, влияющих на продажи в автоматическом режиме;
- возможность группировать товары, задавать и создавать новые свойства в интерактивном режиме и посредством загрузки из системы автоматизации;
- расчёт оптимального запаса для каждой позиции с учётом прогноза спроса и страхового запаса.